# Siegel der Komoren
Das Siegel der Union der Komoren wurde am 1. Oktober 1978 angenommen.

## Beschreibung
Als Siegel der Union der Komoren dient das Staatssiegel. Es besteht aus einem liegenden, grünen Halbmond, auf dem vier weiße Sterne liegen.
Dahinter befindet sich in Grün der so genannte Stern von Tadjoura.
Darum ist ein kreisförmiges, schwarzes Spruchband gelegt, das in der oberen Hälfte den Staatsnamen auf Französisch, in der unteren Hälfte auf Arabisch zeigt. Diese wiederum sind umgeben von einem Kreis aus zwei weiß-grünen Olivenzweigen.
Unten befindet sich ein weißes Spruchband mit dem Staatsmotto in französischer Sprache:

« Unité – Justice – Progrès »

„Einheit – Gerechtigkeit – Fortschritt“

Die Gestaltung ist dem komorischen Orden Ordre du Croissant vert nachempfunden, der ebenfalls aus dem achtstrahligen Stern und dem aufgelegten Halbmond mit den vier Sternen besteht.

## Symbolik

Flagge der Komoren

Wie auch die Flagge der Komoren, die die wesentlichen Elemente Halbmond und Sterne in Grün-Weiß zeigt, unterstreicht auch das Wappen den Anspruch der Komoren auf Mayotte, die vierte Insel des Archipels, die ein französisches Überseegebiet ist.